# Anthela tetraphrica
Anthela tetraphrica là một loài bướm đêm thuộc họ Anthelidae. Loài này có ở Úc.